# 曾志偉 (足球運動員)
曾志偉（Tseng Chih-Wei，1991年11月2日—），臺灣足球運動員，出生於臺灣屏東縣，在足球場上司職中場一職，目前效力於全國城市足球聯賽的高雄市台電足球隊，球衣背號為16號。

## 生平
曾志偉於1991年11月2日出生於臺灣屏東縣，國小時期就讀於牡丹鄉的牡林國小，在校期間曾加入過牡林國小的足球校隊裡。當時，牡林國小的足球校隊因獲得多次全國比賽的冠軍而聞名，並多次出國參預各項賽事，2000年到前往日本比賽，2002年再前往夏威夷比賽，皆獲得不錯的成績。
2004年，牡林國小足球校隊前往泰國參與皇室盃國際足球分齡賽，曾志偉當時也隨隊出征泰國。於該項賽事的四場比賽中，第一戰面對泰國地主隊，原本牡林國小校隊已取得兩球，卻因當時主審判定牡林國小犯規，進球遭沒收，僅能以1:0輸球。到了第四戰時，牡林國小面對同樣來自臺灣的和平國小校隊，雙方戰至正規比賽時間結束，比分維持在1:1平手，因此以PK戰決勝，最終，牡林國小勝出，獲得該屆皇室盃國際足球分齡賽的冠軍。在這屆賽事中，曾志偉也一人貢獻了7顆進球。
然而，當牡林國小校隊返回臺灣時，該校也因人數過少，加上屏東縣政府所實施的裁併校政策，因此被併入到同鄉的高士國小，改名為屏東縣立高士國民小學牡林分校。
國小畢業後，曾志偉轉而來到位於高雄市阿蓮區的阿蓮國中就讀。並也加入到阿蓮國中的足球校隊，隨隊出賽各項賽事。高中時期，曾志偉考取高雄市路竹區的高雄市立路竹高級中學就讀。
曾志偉於高中畢業後，考取位於新北市的輔仁大學體育學系就讀。在輔仁大學就讀期間，曾志偉加入到輔仁大學的足球校隊中持續自身的足球生涯。並於2013年的101學年度大專足球聯賽中代表輔仁大學出戰台北市立大學爭取該屆大專足球聯賽的冠軍，終場以2:3不敵台北市大獲得亞軍。在這屆賽事中，包含曾志偉在內的蔡昀晏、翁偉賓、陳柏豪以及王品澔等人獲得輔仁大學的最佳球員。
隔年2014年的102學年度大專足球聯賽，輔仁大學再次與台北市大於該屆大專足球聯賽決賽中相遇，最終，輔仁大學以1:2仍不敵台北市大而獲得亞軍。曾志偉、翁偉賓、王品澔、沈柏江以及古鴻謙等人獲得了該屆賽事輔仁大學的最佳球員。

## 職業生涯

### 俱樂部
曾志偉自輔仁大學體育學系畢業後，因兵役問題，獲得中華民國足球協會提名為體育替代役男，並來到國家運動選手訓練中心旗下的台灣國訓足球隊中效力。2015年底，服滿兵役離開國訓後的曾志偉，加入到高雄市台電足球隊中效力至今，於台電足球隊中，曾志偉司職中場，球衣背號為23號。

### 國家隊
曾志偉曾在青年時期入選過中華台北U18國家代表隊、中華台北U22培訓隊以及中華台北奧運男子足球隊。2015年5月，中華台北男子足球代表隊將開始進行2018年世界盃亞洲區資格賽第一輪的備戰時，當時還在國訓服役的曾志偉便入選到35人培訓大名單中。而首次入選中華台北男子足球代表隊23人出賽名單是在2015年10月9日於台北田徑場面對澳門的國際友誼賽。
2016年6月，曾志偉再次入選中華台北出賽大名單，隨隊出戰2019年亞洲盃資格賽附加賽第一輪。並於6月2日，中華台北於高雄國家體育場面對柬埔寨時，在比賽下半場65分鐘時，替補吳俊青上場，完成代表國家隊的首次上場。

## 個人數據
| 中華台北國家足球隊      | 中華台北國家足球隊 | 中華台北國家足球隊 |        |
| 年                      | 出場               | 入球               |        |
| ----------------------- | ------------------ | ------------------ | ------ |
| 2015                    | 1                  | 0                  | [ 12 ] |
| 2016                    | 3                  | 1                  | [ 12 ] |
| 2017                    | 1                  | 0                  | [ 12 ] |
| 總計                    | 5                  | 1                  | [ 12 ] |
| 最後更新於2017年3月27日 |                    |                    |        |

## 榮譽

### 團隊
- 全國城市足球聯賽冠軍 - 2015年[13]

## 資料來源
1. 1 2 3 4 5  . 足巢.   [2016-06-03]. （原始内容存档于2017-01-13） （中文（臺灣））.
2. ↑  蔡宗憲. . 自由時報. 2015-12-01  [2016-06-03]. （原始内容存档于2019-12-02） （中文（臺灣））.
3. 1 2  林妙玲. . 遠見雜誌. 2006-09  [2016-06-03]. （原始内容存档于2019-11-15） （中文（臺灣））.
4. 1 2 3  . PCHome 個人新聞平台. 2004-08-02  [2016-06-03]. （原始内容存档于2019-08-24） （中文（臺灣））.
5. 1 2  . 高雄市立阿蓮國中.   [2016-06-03]. （原始内容存档于2017-01-13） （中文（臺灣））.
6. 1 2  . 中華民國足球協會.   [2016-06-03]. （原始内容存档于2019-11-12） （中文（臺灣））.
7. 1 2  連育瑩、賴國聲. . 輔仁大學新聞網. 2013-03-09  [2016-06-03]. （原始内容存档于2019-08-27） （中文（臺灣））.
8. ↑  林以晨、吳家宇. . 輔仁大學公共事務室. 2014-03-24  [2016-06-03] （中文（臺灣））.[]
9. 1 2  . 中華民國足球協會. 2015-05-04  [2016-06-03]. （原始内容存档于2019-12-03） （中文（臺灣））.
10. ↑  林宗偉. . 自由時報. 2015-10-08  [2016-06-03]. （原始内容存档于2019-12-01） （中文（臺灣））.
11. 1 2  . AFC亞洲足球聯盟. 2016-06-02  [2016-06-03]. （原始内容存档于2017-08-30） （中文（臺灣））.
12. ↑  .   [2017-03-26]. （原始内容存档于2019-12-02）.
13. ↑  . 中華民國足球協會. 2016-04-24  [2016-06-03]. （原始内容存档于2016-05-09） （中文（臺灣））.